# Усијање
Усијање је југословенски филм из 1979. године. Режирао га је Боро Драшковић, који је написао и сценарио заједно са Мирком Ковачем.

## Радња
Два младића и једна девојка мењају фазе међусобних сукоба и привлачења затечени су у времену кад се до усијања постављало питање људске слободе. У дуванском крају од времена кад човек није смео да пуши сопствени дуван до тренутка кад почиње сам да одлучује о резултатима свог рада, ови млади људи сазревају у жестокој противуречности света који их окружује, који је одређен ратом и миром, љубављу и политиком.
Сиротиња из Херцеговине преживљава пре рата уз помоћ шверцовања дувана. Власт се са њима беспоштедно обрачунава, али они немају шта да изгубе. Доласком италијанских окупатора двојица пријатеља настављају свој посао, све док један не одлучи да оде у партизане.

## Улоге
| Глумац                   | Улога              |
| ------------------------ | ------------------ |
| Драган Максимовић        | Лука               |
| Раде Шербеџија           | Томо               |
| Гордана Косановић        | Мирна              |
| Иво Грегуревић           | Рајко              |
| Марко Тодоровић          | Бариша             |
| Светолик Никачевић       | Блажо              |
| Фабијан Шоваговић        | Анте               |
| Велимир Бата Живојиновић | Жандарм            |
| Зоран Радмиловић         | Фра Грга           |
| Мирјана Коџић            | Андријина жена     |
| Боро Беговић             | Андрија            |
| Божидар Стошић           | Италијански официр |
| Мирјана Вукојичић        | газдина жена       |
| Душан Јанићијевић        | капетан            |
| Љиљана Крстић            | колонисткиња       |
| Милош Жутић              | газда              |
| Милан Срдоч              | колониста          |
| Ђурђија Цветић           |                    |
| Еуген Вербер             | секретар           |
| Петар Шуркаловић         |                    |
| Рамиз Секић              | полицајац          |
| Роберт Богут             |                    |
| Анте Шућур               |                    |
| Антоније Караџић         |                    |
| Жижа Стојановић          | сељанка            |
| Мирко Вујичић            |                    |